# IAAF Race Walking Challenge Taicang 2012
IAAF Race Walking Challenge Taicang 2012 – zawody lekkoatletyczne w chodzie sportowym, które odbyły się 30 marca w chińskim mieście Taicang. Impreza była kolejną z cyklu IAAF Race Walking Challenge w sezonie 2012.

## Rezultaty

### Mężczyźni
| Konkurencja:  | 1. miejsce | Rezultat   | 2. miejsce | Rezultat | 3. miejsce | Rezultat |
| Chód na 20 km | Wang Zhen  | 1:17:36 AR | Chen Ding  | 1:17:40  | Cai Zelin  | 1:18:47  |

### Kobiety
| Konkurencja:  | 1. miejsce | Rezultat   | 2. miejsce | Rezultat    | 3. miejsce      | Rezultat |
| Chód na 20 km | Liu Hong   | 1:25:46 AR | Lü Xiuzhi  | 1:27:01 AJR | Qieyang Shenjie | 1:27:04  |